# جوشوا براور
جوشوا براور (بالعبرية: יהושע פרַאוֶור‏) (22 نوفمبر 1917 - 30 أبريل 1990) مؤرخ إسرائيلي بارز، تخصص في تاريخ فترة الحروب الصليبية ومملكة القدس. حصل على جائزة إسرائيل في مجال العلوم الإنسانية في عام 1969.
تحاول معظم كتبه تصوير المجتمع الصليبي باعتباره نموذجا رائداً للتوسع الأوروبي اللاحق في العالم الشرقي.
كان أيضًا من الشخصيات الهامة في مجال التعليم العالي الإسرائيلي، حيث كان أحد مؤسسي جامعة حيفا وجامعة بن غوريون، وكان من المصلحين لنظام التعليم الإسرائيلي.

## حياته
ولد براور في 10 نوفمبر 1917 لعائلة يهودية ثرية تمارس التجارة، في مدينة بودزين الصغيرة في الجزء البولندي من سيليزيا في ألمانيا.  لذلك نشأ وهو يتحدث البولندية والألمانية، وتعلم العبرية والفرنسية واللاتينية في المدرسة، وبعد انضمامه إلى جماعة صهيونية، تعلم اليديشية أيضًا.
هاجر إلى فلسطين عام 1936، حيث تعلم اللغة الإنجليزية، وبدأ يدرس الرياضيات في الجامعة العبرية في القدس. ولم تكن الهجرة إلى فلسطين يسيرة في وقتها، حيث فرض البريطانيون قيودا على اليهود، وكانت الدعوة للدراسة في الجامعة تعتبر من إحدى الطرق القانونية القليلة لدخول اليهود إلى فلسطين الانتداب البريطاني في ذلك الوقت.
وتوفيت والدته عند اندلاع الحرب العالمية الثانية، وقتل معظم أفراد عائلته في الهولوكوست. 
لم يجد براور في الرياضيات علما يشبع طموحاته، فاقترح والده أن يدرس التاريخ بدلاً من ذلك لأنه كان يستمتع دائمًا بمادة التاريخ في المدرسة الثانوية.  وونصحه أستاذه ريتشارد كوبنر، وهو مؤرخ إنجليزي متخصص في الإمبريالية، بدراسة المستوطنات الصليبية في الأرض المقدسة.  وكان ذلك بسبب العلاقة الوثيقة التي ربطته بذلك الأستاذ، مما زرع لديه الاهتمام بتاريخ المستوطنات والاستعمار.  
بدأ براور التدريس في الجامعة العبرية في عام 1947 وسرعان ما ترقى في الدرجات العلمية في الجامعة.   فأصبح نائب عميد كلية العلوم الإنسانية من 1953 إلى 1955، وعُين أستاذًا ورئيسًا لقسم تاريخ القرون الوسطى في عام 1958. وكان عميدًا لكلية العلوم الإنسانية من عام 1962 إلى عام 1966، وشغل منصب وكيل الجامعة في الأعوام 1975-1978 –.  ومن خلال تلك المناصب، نجح في تحويل الجامعة إلى «مركز عالمي» للدراسات الصليبية، ودرب العديد من المؤرخين الإسرائيليين المستقبليين في هذا التخصص. وُصف براور بأنه مدرس ومحاضر متميز يجمع بين الإعداد الشامل والأسلوب الكاريزمي.  كما كان يُدعى لإلقاء محاضرات في الخارج. 

### أدوار أخرى
بالإضافة إلى عمله في الجامعة العبرية، شارك جوشوا براور في إنشاء مؤسسات إسرائيلية أخرى للتعليم العالي، وهي جامعة بن غوريون في النقب وجامعة حيفا، حيث كان أول عميد ورئيس أكاديمي في السنوات 1966-1968.  
وبجانب النشاط العلمي الأكاديمي، كان له دور سياسي هام في السياسة الإسرائيلية. فبين عامي 1957 و 1959، وبناء على طلب دافيد بن غوريون، ترأس براور القسم التربوي في وزارة التربية الذي كان مسؤولاً عن وضع معايير جديدة للتعليم الثانوي الإسرائيلي. وكان من أنصار مجانية التعليم لجميع فئات الشعب، وأعطى أولوية قصوى للاندماج الاجتماعي وحقوق الطلاب السفارديين.  وفي تلك الفترة وبصفته مستشارا لوزير التربية والتعليم زلمان أراني ساعد في صياغة مبادئ تدريس «الوعي اليهودي» التي تم دمجها في مناهج المدارس الابتدائية والثانوية. وبين عامي 1963-1965 ترأس لجنة من الخبراء تحمل اسمه أوصت بإصلاح جذري لنظام التعليم الإسرائيلي بأكمله.  وتضمنت اقتراحاتها جعل الالتحاق برياض الأطفال شاملاً للأطفال الفقراء، وتقصير مدة المدرسة الابتدائية إلى الصفوف من الأول إلى السادس. وقبول جميع الطلاب دون اختبارات في المدارس الإعدادية المدمجة (الصفوف 7-9)، ورفع سن التعليم الإلزامي المجاني إلى الخامسة عشر (وتم رفعه لاحقًا إلى الثمانية عشر)، وإنشاء مدارس شاملة مدتها سنتان وثلاث سنوات توفر اختيارًا للمسارات نحو إما دبلوم مهني أو شهادة بجروت (شهادة إتمام التعليم الثانوي)، مما يزيد من تكامل الطلاب من مختلف المهارات والطبقات الاجتماعية، وإنشاء قسم جديد للمناهج في وزارة التربية والتعليم والثقافة. وتمت المصادقة على الخطة من قبل الكنيست والحكومة، اللتين خصتا لها موارد كبيرة، وبدأ تنفيذ البرنامج في صيف عام 1968.
وبالاشتراك مع البروفيسور هـ. حاناني، بدأ براور في وضع الأساس لما يعرف ببرامج «ماكينا» الجامعية التعليمية في عام 1963، والتي كانت تهدف في الأصل إلى منح سنة إضافية من الدراسة للطلاب السفارديم بعد التسريح من قوات الدفاع، ولكن تم توسيعها لاحقًا لتشمل الطلاب الأجانب المتعلمين والمهاجرين.
شغل براور منصب رئيس تحرير الموسوعة العبرية من عام 1967 فصاعدًا،  مع نشر المجلد 21، وهو الأول الذي نُشر في عهده. كما أعطى استشاراته ونصائحه في إنشاء متحف برج داود لتاريخ القدس،  وطُلب منه تقديم المشورة للحكومة بشأن الاتفاقيات الثقافية مع الدول الأخرى. 

### مع مرتبة الشرف والحياة اللاحقة
- في عام 1967، شغل براور منصب رئيس قسم العلوم الإنسانية في الأكاديمية الإسرائيلية للعلوم والإنسانيات، وانتخب زميلًا مراسلًا لأكاديمية القرون الوسطى الأمريكية. [10]
- عام 1969 نال جائزة إسرائيل في العلوم الإنسانية.[17]
- في عام 1969، حصل على الدكتوراه الفخرية من جامعة مونبلييه. [4]
- في عام 1974 منح لقب زميل زائر لكلية أول سولز في جامعة أكسفورد، [15]
- في عام 1974، حصل على جائزة روتشيلد، ووسام الاستحاق الوطني الفرنسي برتبة فارس. [9]
- في عام 1982 تلقى احتفالا خاصا عن طريق نشر كتاب عنه ساهم به اثنان وعشرون مؤرخًا خلال مؤتمر خاص في القدس.
- في عام 1987 شهد المؤتمر الدولي الثاني لجمعية دراسة الحروب الصليبية والشرق اللاتيني، والذي أقيم في إسرائيل. [18]
- في عام 1989 منح جائزة مواطن القدس الفخري. [8] [19]

تحدث براور في مقابلة صحفية له قبل عام من وفاته، قائلا أن رسالته لمدينة القدس اليوم هي «أنها مدينة عالمية، تنتمي إلى جميع الثقافات وتحتل الزمن». 
وتوفي في القدس في 30 أبريل 1990.

## أبحاثه
كان براور جزءًا من مجموعة من المؤرخين، منهم كلود كاهن وجان ريتشارد، حرروا الدراسات الصليبية من المفهوم القديم للمجتمع الصليبي كنموذج للإقطاع الكامل غير المتغير الذي ظهر تلقائيًا من الغزو. وهذا الرأي ظهر مع القانونيين الإقطاعيون في القرن الثالث عشر، وتمسك به المؤرخون المعاصرون منذ أوائل الثلاثينيات. ومن خلال كتابات براور، ولا سيما ورقتيه البحثيتين في عقد الخمسينيات، وكذلك من خلال كتابات زملائه، بدأ يُنظر إلى المجتمع الصليبي على أنه مجتمع ديناميكي، مع قيام النبلاء تدريجياً بفرض ضوابط على النظام الملكي.
أدت كتابات هؤلاء المؤرخين إلى ظهور موجة من الأبحاث الجديدة حول المجتمع الصليبي. وامتد عمل براور إلى مجموعة متنوعة من الجوانب الأخرى للدول الصليبية. ومن بين الموضوعات التي تناولها كانت مشاريع تطوير الأراضي والاستيطان الحضري، والزراعة، والأحياء الإيطالية في مدن الموانئ، وأنواع ملكية الأرض. 
ومن أشهر أعمال براور كتابه المعنون «تاريخ المملكة اللاتينية في القدس»، والذي فاز بجائزة غوستاف شلومبرجير من أكاديمية النقوش والآداب. ويصور الكتااب المكون من مجلدين الدول الصليبية كمجتمع مهاجر عامل، ويظهر أهمية الهجرة ونقص العمالة.
ومن أشهر أعماله أيضا كتاب «المملكة اللاتينية في القدس: الاستعمار الأوروبي في العصور الوسطى»، والذي كتب لجمهور أقل تخصصا، وكان أكثر إثارة للجدل. وفيه يصور الصليبيين كمجتمع من المهاجرين الفرنجة الذين يعيشون في مجتمع منعزل سياسيا واجتماعيا بشكل كامل عن السكان المحليين المسلمين والمسيحيين السريانيين، ويطلق على هذه الظاهرة «الفصل العنصري».  ويرى براو أن رفض المستوطنين الاندماج، وإعادة بناء مجتمع من النمط الأوروبي على أرض أجنبية، بالإضافة إلى استمرار المؤسسات المحلية دون أي تغيير، هو ما يميز المستوطنة الصليبية على أنها استعمارية. وتلخص فكرة الكتاب في أن الاقتصاد والمجتمع والمؤسسات في الدول اللاتينية يمكن فهمها بشكل أفضل في ضوء وضعها الاستعماري.
وكتاب آخر هو «المؤسسات الصليبية» الذي نشر عام 1980 وجمع فيه عددًا من منشوراته السابقة وزوده بمراجعات وفصول جديدة. ويواصل الكتاب اعتبار مملكة القدس كمنتج استعماري أوروبي، لكنه يركز الانتباه على خمسة مجالات موضوعية، بينما يستخدم طوال الوقت أدوات النقد النصي والتعليق على المصادر.
في سنواته الأخيرة، نشر براور كتاب «تاريخ اليهود في المملكة اللاتينية في القدس»، والذي درس المجتمعات اليهودية المنعزلة بشكل كامل في بلاد الشام، والنزاعات الفلسفية اليهودية التي انخرطوا فيها، وأحلامهم في استعادة إسرائيل.  

## مقارنة الصهيونية بالحروب الصليبية
في كثير من الأحيان تُشبه الحروب الصليبية الأوروبية في العصور الوسطى بالحركة الصهيونية الحديثة. وهذا الرأي، الذي تبناه الإعلام العربي والقادة السياسيون، تمت مناقشته أيضًا في الأوساط الأكاديمية الإسرائيلية. وكان يُطلب من براو التعليق على هذا الرأي، فكان رأيه أن الاختلاف الرئيسي هو أن اليهود استقروا في الأرض وعملوا بها، في حين أن الصليبيين سيطروا على أرض غُزيت وعمل بها السكان الأصليون.  ويحدد روني إلينبلوم، المحاضر في الجامعة العبرية، هذا الرأي قائلا: «إنه يكتب دائمًا عن نقص القوى العاملة لدى الصليبيين وعن عدم استيطانهم للأرض... ويدعي أن وجودهم هنا كان حضريًا بشكل أساسي، ويتألف من النبلاء والتجار. وهذا هو سبب خسارتهم في النهاية. وتكون النتيجة في صالحنا إذا جلبنا ما يكفي من المهاجرين، وإذا استقررنا على الأرض، فلا بد أن ننجح». أوضح إلينبلوم نفسه أن الاستيطان الصليبي في الأرض المقدسة كان أكثر انتشارًا مما كان يُعتقد سابقًا ووجد أدلة على وجود مئات المزارع الصليبية. لكنه يشير أيضًا إلى أنه «إذا كان جوشوا براور على قيد الحياة اليوم، فإنه لا شك أنه سينكر أي صلة بين معتقداته السياسية الصهيونية ونموذج الفصل العنصري الذي طوره».
الدكتور زياد عسلي، الذي يعتبر الصهيونية «الوريث الغير شرعي للحركة الصليبية» يذهب إلى أبعد من ذلك ويقول أن براور «أدرك مدى التشابه في التجربة الفردية والاجتماعية للصليبيين والصهاينة. وبدلاً من دراسة المقارنة وإنكار صحتها، اختار دراسة التجربة الصليبية وكأنها نموذج تاريخي يمكن تحليله وتشريحه بالكامل للاستفادة من تجربته وتجنب أخطائه» 
لكن بالنسبة للكاتب الصهيوني يورام هازوني، فإن ذلك يرجع بالضبط إلى استعداد براور لوضع النموذج الذي يعتبره أحد أسلاف الصهيونية وأحد أسلاف الفكر ما بعد الصهيونية.  كتب ديفيد أوحانا، أستاذ التاريخ في جامعة بن غوريون الذي يرفض التشبيه الصهيوني الصليبي، أن الموضوع أصبح الآن اختبارًا حاسمًا لتوضيح وجهات نظر المرء حول الصهيونية، فما بعد الصهيونيين يتعاطفون بحرية مع وجهة النظر الصهيونية التي يرفضونها. 

## منشورات مختارة
- تاريخ المملكة اللاتينية في القدس - 1969 - 1970
- المملكة اللاتينية في القدس: اللاستعمار الأوروبي في العصور الوسطى - 1972
- عالم الصليبيين - 1972
- المؤسسات الصليبية - 1980
- تاريخ اليهود في المملكة اللاتينية في القدس - 1988

## روابط خارجية
- جوشوا براور (1917-1990) - مصادر لدراسة الحروب الصليبية
- Crusader Shadows بقلم جيمس بينكرتون
- سكان البحر المتوسط أم الصليبيون؟ نسخة محفوظة 19 يوليو 2011 على موقع واي باك مشين. صور إسرائيل الجيوسياسية بين الشرق والغرب نسخة محفوظة 19 يوليو 2011 على موقع واي باك مشين.